# Lužany (powiat Hradec Králové)
Lužany – gmina w Czechach, w powiecie Hradec Králové, w kraju hradeckim. Według danych z dnia 1 stycznia 2013 liczyła 140 mieszkańców.